# Denkingen (powiat Tuttlingen)

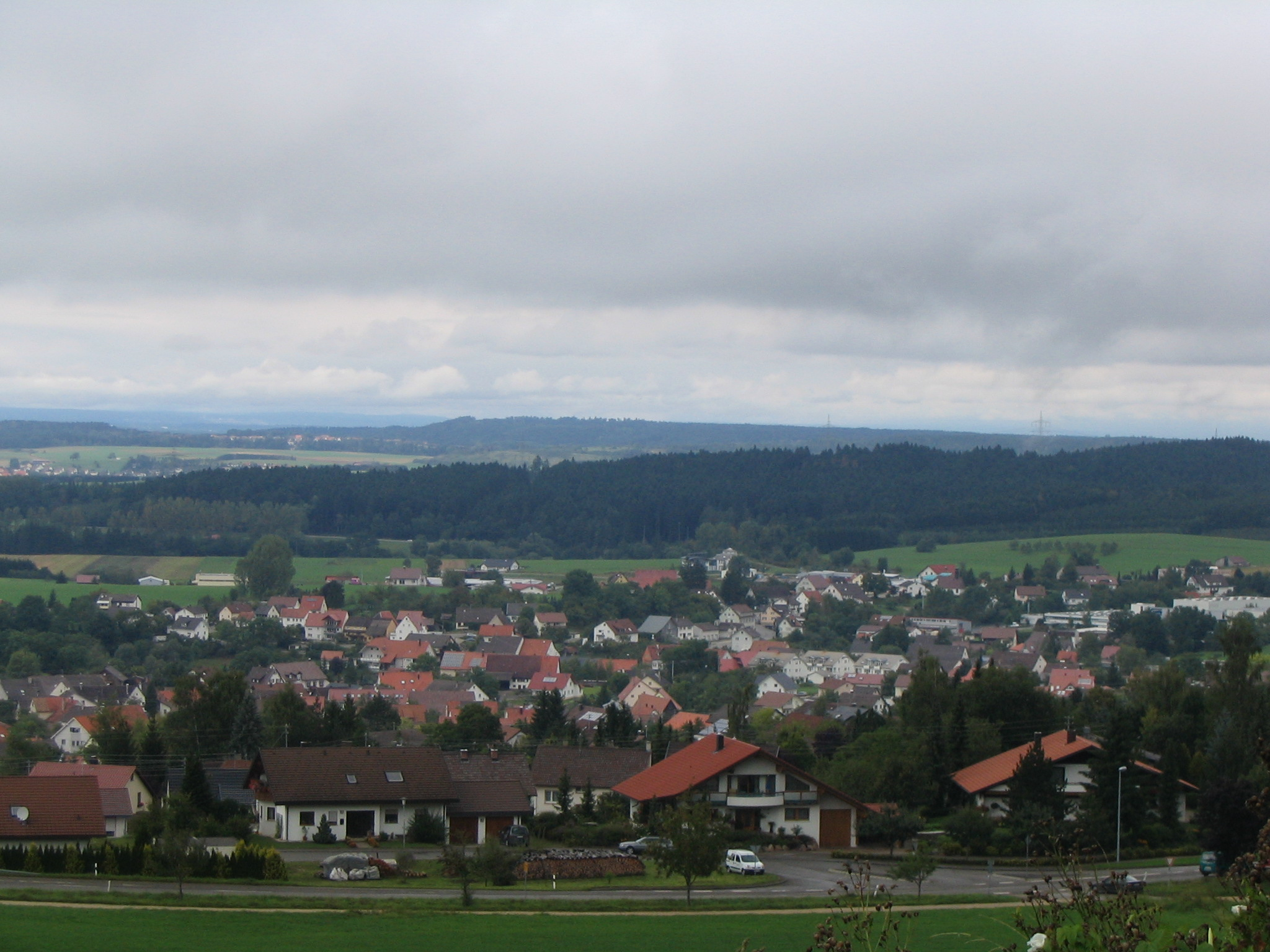
Widok na Denklingen z Klippeneck

Denkingen – miejscowość i gmina w Niemczech, w kraju związkowym Badenia-Wirtembergia, w rejencji Fryburg, w regionie Schwarzwald-Baar-Heuberg, w powiecie Tuttlingen, wchodzi w skład wspólnoty administracyjnej Spaichingen. Leży w Jurze Szwabskiej, ok. 5 km na północ od Spaichingen. 

## Współpraca
Miejscowość partnerska:
- Kirschau, Saksonia